# Piippola
Piippola is een voormalige gemeente in de Finse provincie Oulu en in de Finse regio Noord-Österbotten. De gemeente had een totale oppervlakte van 455 km² en telde 1401 inwoners in 2003.
In 2009 is de gemeente bij Siikalatva gevoegd.

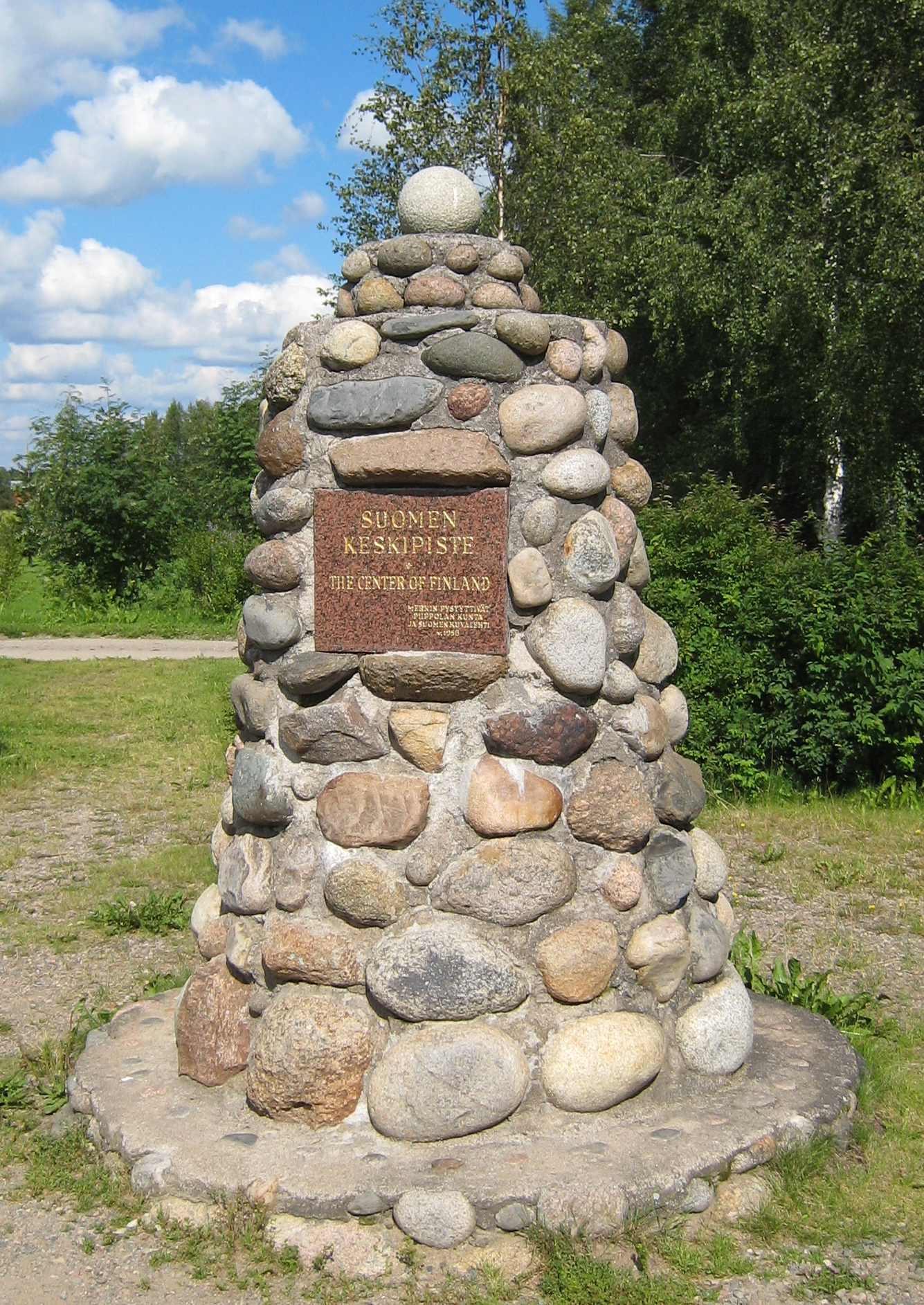
Monument in Piippola dat het midden van Finland aanduidt
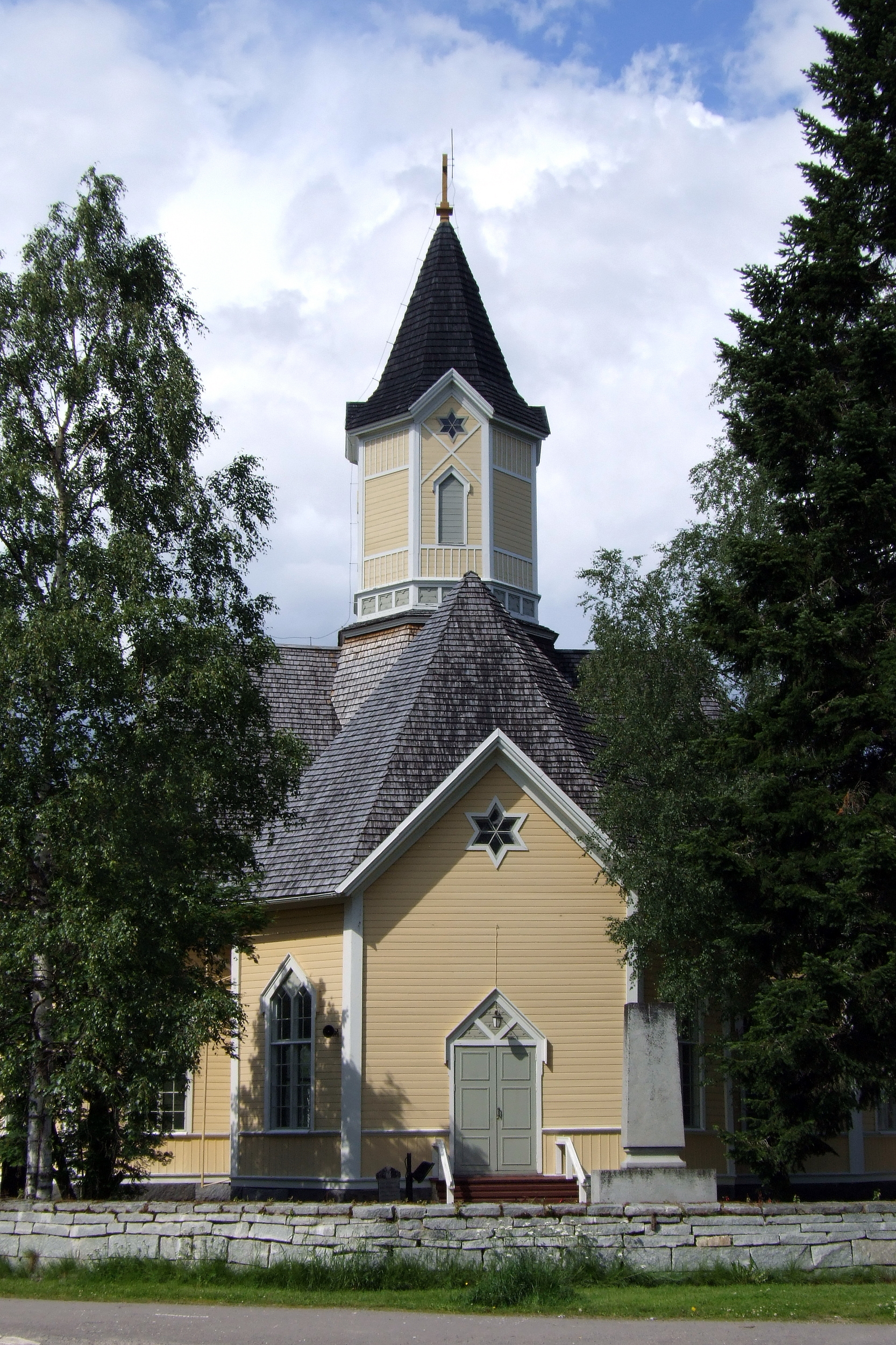
Kerk in Piippola